# Hegesip (comediògraf)
Hegesip (grec antic: Ἡγήσιππος, llatí: Hegesippus) fou un poeta còmic de la nova comèdia que va florir vers el 300 aC.
Ateneu de Nàucratis esmenta dues de les seves comèdies (Ἀδελφοί i Φιλέταιροι). La Suïda el confon amb l'orador Hegesip.